# Særslev (Nordfyns Kommune)
 For alternative betydninger, se Særslev. (Se også artikler, som begynder med Særslev)
Særslev ligger på det nordlige Fyn og er en lille by med 801 indbyggere  (2024), beliggende i Særslev Sogn mellem Søndersø og Bogense. Byen befinder sig i Nordfyns Kommune og tilhører Region Syddanmark.
Særslev består hovedsageligt af en større vej der går lige gennem byen, med tilhørende villakvarterer. Byens erhvervsliv er således centreret omkring denne vej.
I byen findes desuden en efterskole (Nordfyns Efterskole) og en folkeskole, (Særslev Skole). Særslev Kirke er en åben "vejkirke" og har en tilknyttet præstegård fra 1700-tallet, der især kendes på sine fire skorstene.

## Historie
Særslev landsby bestod i 1682 af 9 gårde og 7 huse uden jord. Det samlede dyrkede areal udgjorde 372,0 tønder land skyldsat til 66,58 tønder hartkorn. Dyrkningsformen var trevangsbrug.
Særslev blev omkring århundredeskiftet beskrevet således: "Særslev {1366: Sersleve, 1390: Serslef), ved Landevejen, med Kirke, Præstegd., Skole, Folkehøjskole (opr. 1882), to Forsamlingshuse (opf. 1881 og 1890), Kro, 2 Teglværker, Andelsmejeri og Telefonstation"
Særslev havde 395 indbyggere i 1930, 430 i 1935, 399 i 1940, 390 i 1945, 377 i 1950, 371 i 1955, 423 i 1960 og i 1965 460 indbyggere.